# Clarence Gagnon

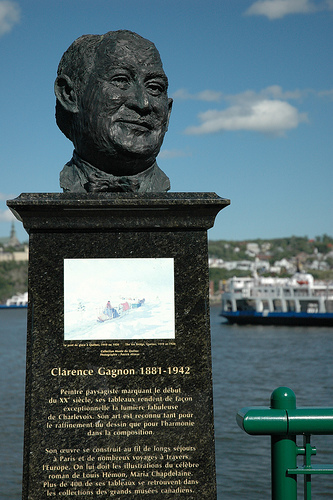
Buste van Clarence Gagnon in Quebec

Clarence Gagnon  of voluit Clarence-Alphonse Gagnon (Sainte-Rose bij Laval, 8 november 1881 - Montreal, 5 januari 1942) was een Frans-Canadese kunstschilder, graficus en illustrator afkomstig uit de provincie Quebec. Hij schilderde vooral landschappen.

## Biografie
Clarence was de zoon van een Britse moeder, Sarah Ann Willford, en een Frans-Canadese vader, Alphonse E. Gagnon, directeur bij de Ogilvie bloemmolens. Van kort na zijn geboorte tot in 1891 woonde hij in Sainte-Rose bij Laval. Zijn moeder moedigde hem als kind al aan om zijn talent voor tekenen en schilderen te ontwikkelen; zijn vader echter wilde van hem een zakenman maken. Zijn vader hertrouwde in 1891 na de dood van Clarences moeder met Delima Roy en vestigde zich in Montreal.
Gagnon studeerde vanaf 1897 bij Edmond Dyonnet en Joseph Saint-Charles aan de Conseil des arts et manufactures in Montreal en studeerde daarna bij William Brymner en Charles E. Moss aan de Art Association de Montréal. Hij nam regelmatig deel aan de vergaderingen van de Renaissance Club, gesticht door de architect William S. Maxwell. in 1901 kreeg hij een studiebeurs voor een jaar van de Art Association de Montréal en mocht hij exposeren op hun jaarlijkse lentetentoonstelling.
Hij begon werk in te zenden voor de tentoonstellingen van de Royal Canadian Academy of Arts in 1902. Zijn eerste werken waren landschappen van de Beaupré regio geïnspireerd door het werk van Horatio Walker, zijn mentor, die hij in 1902 had leren kennen op het île d'Orléans en die schilderde in de stijl van de school van Barbizon. Datzelfde jaar begon hij met etsen.

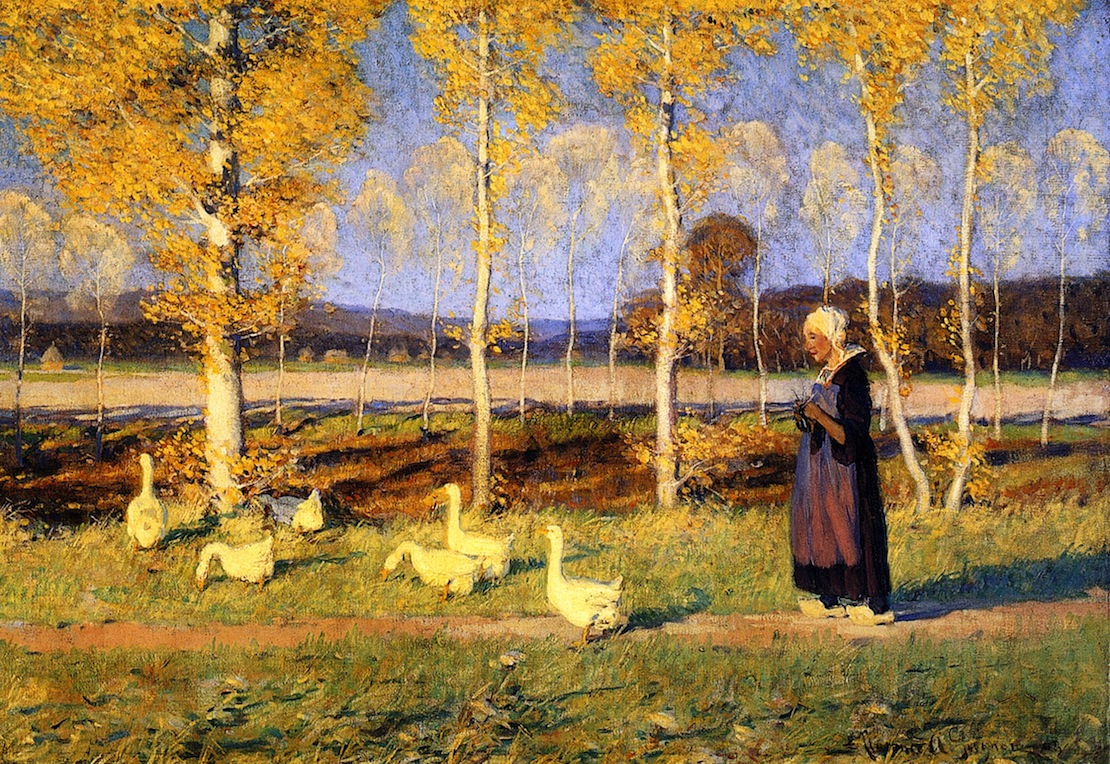
De geitenhoedster 1(924-1925)

In 1904 nam hij deel aan de Louisiana Purchase Exhibition van Saint Louis en won er een bronzen medaille met zijn werk Les Labours. Dankzij de financiële steun van de verzamelaar James Morgan van de Henry Morgan & Co kon hij datzelfde jaar naar Frankrijk reizen om er zijn opleiding af te maken. Hij schreef zich in bij de Académie Julian in Parijjs en studeerde er bij Jean-Paul Laurens. In 1905 nam hij al deel aan het Salon des artistes français. Maar Gagnon was erg geïnteresseerd in gravure en profiteerde van de kennismaking met Donald Shaw McLaughlan en Herman A. Webster in de Parijse American Art Association Club om zich verder te bekwamen in de techniek van het graveren. Hij bezocht tijdens zijn eerste periode in Europa van 1904-1908 ook Spanje, Italië en Marokko en in Frankrijk ging hij schilderen in Normandië en Bretagne. Dankzij vooral de etsen die hij maakte tijdens zijn reizen raakte Gagnon bekend en de eervolle vermelding voor zijn werk door de Société des Artistes Français in 1906 vestigde zijn internationale reputatie in dat domein.
Op 2 december 1907 trouwde hij in Parijs met Katherine Irwin, zoals hij afkomstig uit Montreal. Ze hadden elkaar leren kennen in Dinard aan de Bretoense kust. Het jonge stel keerde in 1908 terug naar Canada en ze vestigden zich in de omgeving van de Baie-Saint-Paul. De omgeving zal Gagnon voor de rest van zijn leven blijven inspireren. Gagnon reisde in de periode tussen 1909 en 1919 verschillende keren naar Europa en terug, hij verdeelde zijn tijd tussen Montreal, Baie-Saint-Paul en Parijs. Hij had zijn atelier gevestigd aan de rue Falguière 9 in Montparnasse en verbleef in Frankrijk maar reisde ook naar Noorwegen en Zwitserland. Ondertussen schilderde hij landschappen op basis van schetsen die hij in Quebec gemaakt had. In 1913 werd een tentoonstelling van zijn werken gehouden in de Galerie Adrien M. Reitlinger in Montparnasse, met vooral werk dat gemaakt was na zijn terugkeer naar Parijs in 1909. Gagnon werd zeer goed onthaald door de Franse en de Canadese verzamelaars, de tentoonstelling was een belangrijke stap in zijn weg naar succes.

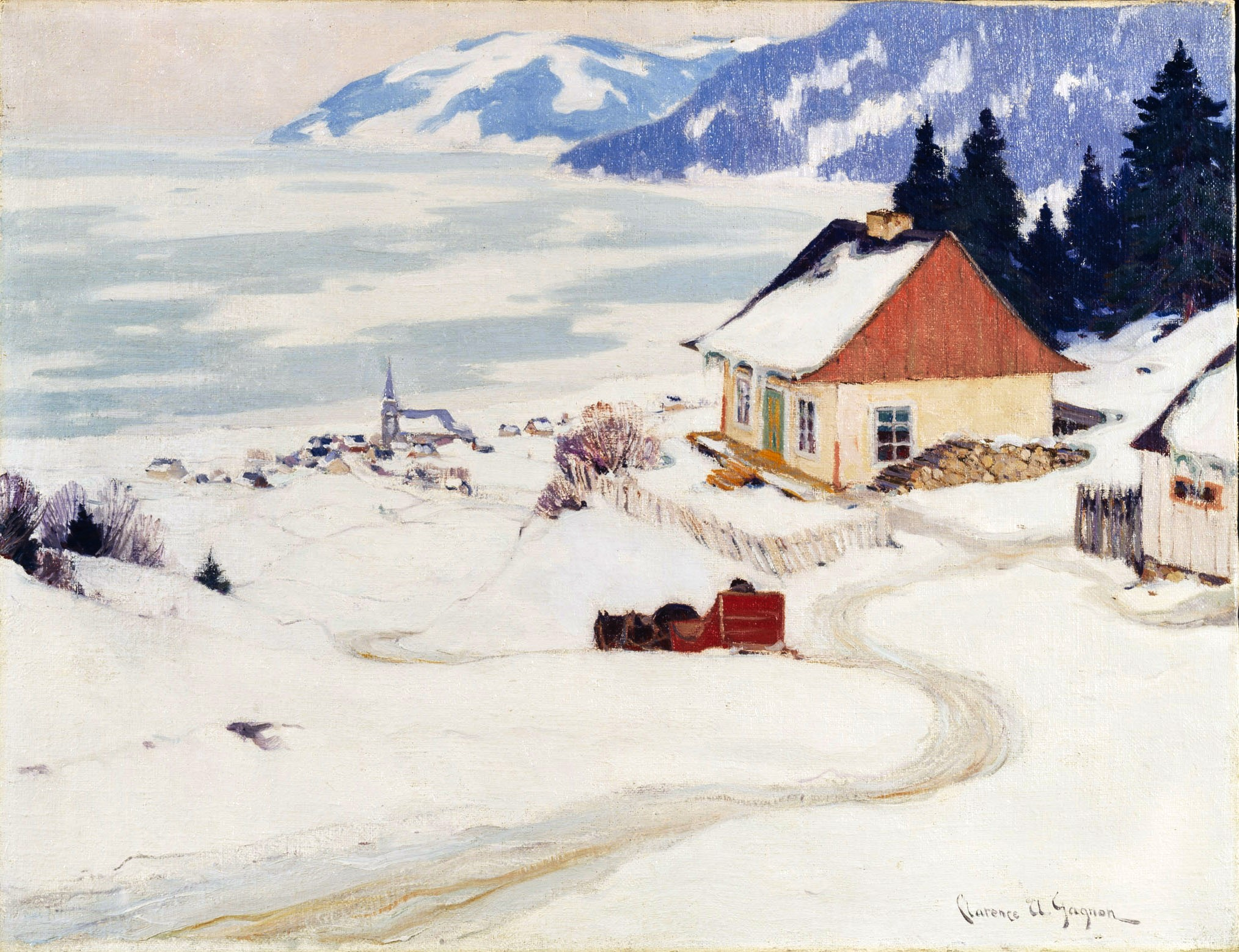
La Carriole rouge (1924-1925)

Zijn eerste huwelijk duurde niet lang, de echtscheiding werd uitgesproken in 1917 en op 14 april 1919 stierf Katherine tijdens de pandemie van de Spaanse griep. Hij trad opnieuw in het huwelijk op 10 juni 1919 met Lucile Rodier. Vanaf 1920 ging hij deel uit maken van de bekende Beaver Hall groep, die een modernistische wind door het Canadese cultuurlandschap liet waaien. Hij werd ook lid van de Académie royale des arts du Canada in 1922, en vervoegde daarna de Société royale du Canada. In 1923 werd hij bekroond met de Trevor prijs op de tentoonstelling van de du Salmagundi Club in New York, voor zijn doek L'hiver dans les Laurentides.
Van 1924 tot 1936 keerde Gagnon terug naar Parijs en betrok er opnieuw zijn atelier. Hij werkte er aan twee projecten die hem bekend zullen maken als illustrator. Hij tekende de illustraties voor de luxe-uitgave van Le Grand Silence blanc van Louis-Frédéric Rouquette, het werk verscheen in 1929. Daarna creëerde hij de illustraties voor de roman Maria Chapdelaine van Louis Hémon verschenen in 1933. In 1939 zullen eenentwintig tekeningen die hij maakte voor deze roman gebruikt worden bij de decoratie van de koninklijke appartementen in Rideau Hall en in hotel Windsor in Montreal.
In 1938 werd hij benoemd tot doctor honoris causa aan de universiteit van Montreal.

## Betekenis
Gagnon was in de eerste periode van zijn carrière vooral een uiterst begaafd graveur. Zijn werk werd al zeer vroeg op dezelfde waarde geschat als dat van de grote graveurs van zijn tijd zoals Sir Francis Seymour Haden, James McNeill Whistler, Joseph Pennel, Camille Pissaro en zijn professor MacLaughlan. Zijn gravures waren zeer gewild bij verzamelaars, zowel in Frankrijk als in Noord-Amerika, en vonden zeer snel hun weg naar musea.
Er zijn vandaag (2006) 46 etsen van hem bekend en de meeste daarvan dateren van tussen 1904 en 1940. Ze tonen zichten van Florence, Grenada, Venetië, Bretagne, Normandië en Picardië. Maar naast het gebruik van geliefde onderwerpen slaagde hij erin om aan zijn etsen een zekere expressiviteit en dramatiek mee te geven. Vanaf 1910 stopte hij met graveren en ging hij zich volledig toeleggen op de schilderkunst.
In de schilderkunst zal hij vooral bekend blijven vanwege zijn landschappen. De omgeving van Baie-Saint-Paul bij de monding van de Sint Laurens wordt zijn belangrijkste inspiratiebron en na zijn succes met de tentoonstelling bij Reitlinger in 1913 zal hij vooral Canadese landschappen blijven schilderen. Hij weert alle modernisme uit zijn werk. Zijn werk is ook niet realistisch maar geeft eerder een voorstelling van hoe hij persoonlijk het landschap aanvoelt. Het was Gagnon die de regio Charlevoix in de belangstelling bracht en andere kunstenaars met de streek bekend maakte. Zo ontving hij in zijn woning in Baie-Saint-Paul Alexander Young Jackson, die er later terugkeerde met andere bekende schilders. Ze waren trouwens niet alleen geïnteresseerd in de prachtige landschappen maar evengoed in de pittoreske gebruiken van de geïsoleerd levende bevolking. Ook Gagnon was geboeid door het ambachtelijke werk dat hij in Charlevoix ontdekte en zijn belangstelling zorgde voor een opbloei van de ambachtelijke kunst. Na Gagnon namen artiesten zoals Jori Smith en Jean Palardy de fakkel over.
Hoewel hij initieel door het impressionisme was beïnvloed worden zijn werken meer en meer realistisch naarmate zijn carrière vorderde. Zijn felle kritiek op het modernisme tegen het einde van zijn leven belet niet dat we hem kunnen omschrijven als een van de weinige schilders uit Montreal die samen met Maurice Cullen en Suzor Côté zorgden voor een popularisering van het impressionisme in Canada, maar in de eerste plaats was hij de man die de landschappen en de levenswijze van zijn geboortestreek via zijn werk bekend maakte bij het grote publiek.